# Mark D. B. Eldridge
Mark D. B. Eldridge (...) è un biologo evoluzionista australiano dell'Australian Museum di Sydney, esperto di marsupiali.
Nel corso degli anni 1990, insieme a Robert L. Close, ha individuato o confermato - tramite analisi del DNA - l'esistenza di tre nuove specie di wallaby delle rocce del Queensland: Petrogale mareeba, Petrogale purpureicollis e Petrogale sharmani.

## Opere
Ha al suo attivo numerose pubblicazioni su riviste scientifiche internazionali  e i seguenti libri o capitoli di libri:
- Coulson, G. and Eldridge, M.D.B. (eds), Macropods: the biology of kangaroos, wallabies and rat-kangaroos, Melbourne, CSIRO Publishing, 2010.
- Eldridge, M.D.B. and Metcalfe, C.J., Marsupialia, in Atlas of Mammalian Chromosomes. S.J. O'Brien, J.C. Menninger and W.G. Nash (eds), New York, John Wiley and Sons, 2006,  pp. 9-62.